# گای بوید (هنرپیشه)
گای بوید (انگلیسی: Guy Boyd؛ زادهٔ ۱۵ آوریل ۱۹۴۳) یک بازیگر سینما اهل ایالات متحده آمریکا است.
از فیلم‌های معروف او می‌توان به بازی در نیمه تاریک خورشید، ارتفاعات آرام اشاره کرد.